# Антонюк, Сергей Матвеевич
Сергей Матвеевич Антонюк (род. 23 сентября 1926, Горбулёв, Волынский округ) — украинский историк, специалист в области истории Польши и польско-советских отношений. Кандидат исторических наук (1962), профессор (2001).

## Биография
Родился в 1926 году в селе Горбулев Житомирской области.
В 1953 году окончил Киевский государственный университет по специальности историк-межнародник, референт-переводчик (факультет международных отношений). В 1956 году там же окончил аспирантуру при кафедре истории КПСС.
С 1957 по 1963 год работал экскурсоводом.
В 1962 году защитил кандидатскую диссертацию по теме «Польская объединённая рабочая партия в борьбе за развитие сельского хозяйства»
С 1963 по 1967 год — старший преподаватель кафедры истории КПСС.
С 1967 по 1995 год был доцентом кафедры истории зарубежных социалистических стран Киевского государственного университета (современное название — кафедра истории славян).
С 1996 по 2001 год — доцент кафедры международных отношений, профессор кафедры краеведения Киевского славистического университета.

## Научная деятельность
Преподавал курс «История западных и южных славян (новейшее время)» и спецкурсы по новейшей истории Польши и других стран Центральной и Юго-Западной Европы.
Автор более 60 научных и научно-методических работ. Основные работы:
- Молоде покоління Польщі. — К.,1960 (в соавторстве)
- Розробка питань історії Польщі вченими України // Український історичний журнал. — 1961. — № 2
- Славістичні праці українських істориків // Український історичний журнал. — 1965. — № 1;
- Pomoc Armii Radzieckiej w odbudovie polskiej gospodarki narodowej (1944—1945) // Z dziejow wspotpracy polskow, ukraincow i rosijan. Warszawa-Krakow, 1975
- В єдиному організмі. Основи і хід інтеграційного процесу по Одрі і Балтиці // Український історичний журнал. — 1979. — № 2 (в соавторстве);
- Участие польской молодежи в восстановлении народного хозяйства страны (1944—1949 гг.). Харьков, 1985
- Советско-польское экономическое сотрудничество (1944—1949 гг.). Минск, 1988
- Зарубежные славянские страны. — К., 1991 (в соавторстве)
- Всесвітня історія. Країни Центральної та Південно-Східної Європи (1943—1993). К., 1993 (в соавторстве)
- Історія новітнього часу країн Центральної та Південно-Східної Європи (1944—1994). Дніпропетровськ, 1995 (в соавторстве)
- Події навколо Косово // Вісник Київського славістичного університету. — 1998. — Вип.2
- Країнознавство: Навч. посібн. — 4.2. — К., 2004 (в соавторстве)
- До питання про формування польської армії в СРСР (1941—1942 pp.) // Вісник Київського славістичного університету. — 2005. — Вип. 20 (в соавторстве)